# À Prioli
À Prioli foi um talk show brasileiro produzido pela CNN Brasil. Exibido de 30 de outubro de 2021 a 05 de novembro de 2022, conta com a apresentação da advogada criminalista Gabriela Prioli. A atração fez parte da marca CNN Soft, braço da CNN na produção de entretenimento com informação.

## Formato
À Prioli era gravado inteiramente fora dos estúdios, o programa mostrava que todas as grandes personalidades, mesmo aquelas que julgamos conhecer, têm aspectos mais complexos do que podemos imaginar. Em cada episódio, uma personalidade diferente se revela. Cada detalhe da produção do programa foi pensado para olhar grandes nomes sob uma perspectiva diferente. A decisão de gravar fora dos estúdios foi tomada para deixar o convidado mais à vontade e as entrevistas mais leves. À Prioli foi além do conteúdo exibido na televisão e conta com ampla interação em redes sociais. Entre outras atrações, antes do início do programa, um pingue-pongue no YouTube com o convidado do dia e três curiosidades sobre o entrevistado no Instagram. Todos os episódios estão disponíveis no canal da CNN Soft.

## Resumo
| Temporada | Temporada | Episódios | Episódios | Originalmente exibido | Originalmente exibido  |
| Temporada | Temporada | Episódios | Episódios | Estreia da temporada  | Final da temporada     |
| --------- | --------- | --------- | --------- | --------------------- | ---------------------- |
|           | 1         | 8         | 8         | 30 de outubro de 2021 | 18 de dezembro de 2021 |
|           | 2         | 9         | 9         | 2 de abril de 2022    | 28 de maio de 2022     |
|           | 3         | 10        | 10        | 3 de setembro de 2022 | 5 de novembro de 2022  |

### 1.ª temporada (2021)
| N.º na série | N.º na temp. | Título            | Exibição original      |
| --- | ------------ | ----------------- | ---------------------- |
| 1 | 1            | "Anitta"          | 30 de outubro de 2021  |
| No episódio de estreia, nada menos do que Anitta, direto de Miami. Ela fala sobre sua rotina nos Estados Unidos, amizades, paqueras e das diferenças entre os artistas de lá e os de cá.             |              |                   |                        |
| 2 | 2            | "Douglas Souza"   | 6 de novembro de 2021  |
| Campeão olímpico de vôlei na Rio 2016, ele se tornou um fenômeno nas redes sociais ao postar sua rotina na vila olímpica de Tóquio. Ele fala da infância, homossexualidade e preconceito no esporte. |              |                   |                        |
| 3 | 3            | "Lázaro Ramos"    | 13 de novembro de 2021 |
| Inquieto, criativo, ator, escritor, diretor… Confira as mil e uma habilidades de Lázaro. Ele também fala sobre os bastidores da carreira e sobre o racismo em um cenário politico complicado.        |              |                   |                        |
| 4 | 4            | "Marcelo Tas"     | 20 de novembro de 2021 |
| Na comunicação, não há praticamente nada que ele não tenha feito. Explorador precoce do mundo digital, Tas fala sobre redes sociais, jovens e mostra um lado seu que só os mais íntimos conhecem.    |              |                   |                        |
| 5 | 5            | "Preta Gil"       | 27 de novembro de 2021 |
| Em um bate-papo divertidíssimo e muito emocionante, ela abre o coração e fala sobre família, carreira, polêmicas, preocupação com a imagem, maternidade e dá dicas para conquistar um grande amor.   |              |                   |                        |
| 6 | 6            | "Thiago Nigro"    | 4 de dezembro de 2021  |
| Do zero ao primeiro milhão, ele se tornou um dos homens mais influentes das redes sociais. Confira um bocado de aprendizados e curiosidades com o homem por detrás do Primo Rico.                    |              |                   |                        |
| 7 | 7            | "Giulia Be"       | 11 de dezembro de 2021 |
| Com mais de 1 bilhão de fãs nas redes sociais, essa menina talentosíssima e cheia de sonhos fala da paixão pela música e da sua breve e já marcante trajetória no mundo artístico.                   |              |                   |                        |
| 8 | 8            | "Djamila Ribeiro" | 18 de dezembro de 2021 |
| Em um bate-papo divertidíssimo e muito emocionante, ela abre o coração e fala sobre família, carreira, polêmicas, preocupação com a imagem, maternidade e dá dicas para conquistar um grande amor.   |              |                   |                        |

### 2.ª temporada (2022)
| N.º na série | N.º na temp. | Título                 | Exibição original   |
| ------------ | ------------ | ---------------------- | ------------------- |
| 9            | 1            | "Reynaldo Gianecchini" | 2 de abril de 2022  |
| 10           | 2            | "Paola Carosella"      | 9 de abril de 2022  |
| 11           | 3            | "Hugo Gloss"           | 16 de abril de 2022 |
| 12           | 4            | "Grazi Massafera"      | 23 de abril de 2022 |
| 13           | 5            | "Wanessa Camargo"      | 30 de abril de 2022 |
| 14           | 6            | "Camila Pitanga"       | 7 de maio de 2022   |
| 15           | 7            | "Gkay"                 | 14 de maio de 2022  |
| 16           | 8            | "Eduardo Kobra"        | 21 de maio de 2022  |
| 17           | 9            | "Duda Beat"            | 28 de maio de 2022  |

### 3.ª temporada (2022)
| N.º na série | N.º na temp. | Título              | Exibição original      |
| ------------ | ------------ | ------------------- | ---------------------- |
| 18           | 1            | "Marta"             | 3 de setembro de 2022  |
| 19           | 2            | "Dani Calabresa"    | 10 de setembro de 2022 |
| 20           | 3            | "Casagrande"        | 17 de setembro de 2022 |
| 21           | 4            | "Maitê Proença"     | 24 de setembro de 2022 |
| 22           | 5            | "Baco Exu do Blues" | 1 de outubro de 2022   |
| 23           | 6            | "Angélica"          | 8 de outubro de 2022   |
| 24           | 7            | "Cleo Pires"        | 15 de outubro de 2022  |
| 25           | 8            | "Laerte"            | 22 de outubro de 2022  |
| 26           | 9            | "Thaynara OG"       | 29 de outubro de 2022  |
| 27           | 10           | "Thiago Abravanel"  | 5 de novembro de 2022  |